# Josep Eritja i Novell
Josep Eritja i Novell (Sudanell, Segrià, 26 d'octubre de 1915 – Lleida, Segrià, 21 de novembre de 1994) fou un pastisser i pastor català, defensor de la identitat de Catalunya.

## Biografia
Va fer estudis secundaris, però va participar molt activament en la fundació d'entitats de suport als disminuïts, com el Centre Esperança de la Bordeta (Lleida), Casa Nostra a Sudanell, Centre Ginesta de Torrefarrera (Segrià). També va fer algunes col·laboracions a La Vanguardia. El 1991 va rebre la Creu de Sant Jordi.

## Obres
- 20 anys de nadales
- Intimitats (1984)
- Pastissos casolans (1988)
- Intimitats : 2 (1992)